# Taku Yashiro
Taku Yashiro (八代 拓 Yashiro Taku) (Prefettura di Iwate, 6 gennaio 1993) è un doppiatore giapponese affiliato a VIMS.

## Doppiaggio

### Serie televisive anime
- Voci aggiuntive in Silver Spoon (2013)
- Voci aggiuntive in Miss Monochrome (2013)
- Compagno di classe in One Week Friends (2014)
- Guardia della prigione B in Akuma no riddle (2014)
- Cliente in Sabagebu! (2014)
- Doriate in Fairy Tail (2014)
- Battle Beast in Yu-Gi-Oh! Arc-V (2014)
- Gawain in Gangsta. (2015)
- soldato inglese C in Maria the Virgin Witch (2015)
- Avventuriero D in DanMachi (2015)
- Hayato in Shōnen maid (2016)
- Hayato in The Lost Village (2016)
- Norisuke in Please Tell Me! Galko-chan (2016)
- Norito Saga in Mononokean l'imbronciato (2016)
- Uomo in nero in BBK/BRNK (2016)
- Naoto Azuma in Tiger Mask W (2016-2017)
- Ei Oreki in Piacevole! (2017)
- Ryūichi Kurosaki in Aho-Girl (2017)
- Flame in Yu-Gi-Oh! VRAINS (2017)
- Lymmons in Clockwork Planet (2017)
- Ifrit in That Time I Got Reincarnated as a Slime (2018)
- Natsuo Fujii in Domestic Girlfriend (2019)
- Vulcan Joseph in Fire Force (2019)
- Ryū Ueki in Given (2019)
- Van Reichnott in The Rising of the Shield Hero (2019)
- Shinichi Yasuhara in Ahiru no Sora (2019-2020)
- Tsubasa Tanuma in Kaguya-sama: Love is War (2019-2022)
- Ryūji Maesaka un Darwin's Game  (2020)
- Kōichi Shindō in HoriMiya (2021-2023)
- Michio Kaga in Harem in the Labyrinth of Another World (2022)[1]
- Wei Qing in Raven of the Inner Palace (2022)
- Hirokazu Arai in Chainsaw Man (2022)
- Keiji Togashi in Aoashi (2022)
- Itsuki Akasawa in  The Angel Next Door Spoils Me Rotten (2023)
- Friede e Lucario di Roy in Pokémon (2023)
- Laguna Husert in Edens Zero (2023)
- Sanosuke Sagara in Kenshin - Samurai vagabondo (2023)
- Sena Moroboshi in MF Ghost (2023)
- Toshiki Tokumaru in  Overtake! (2023)
- Spitz Feier in  Il mistero di Ron Kamonohashi (2023)
- Kasha in Gli spiriti di casa Momochi (2024)
- Edwin Valschein in Villainess Level 99 (2024)
- Yūki Hirai in Welcome Home (2024)
- Jinta in  Sword of the Demon Hunter: Kijin Gentōshō (2024)
- Rick Flag in Suicide Squad Isekai (2024)
- Masatora Akutsu in The Foolish Angel Dances with the Devil (2024)
- Shishiba in Sakamoto Days (2025)[2]
- Luis Gaudi in Virgin Punk (2025)

### Videogiochi
- Ephraim in Fire Emblem Heroes, Fire Emblem: Engage
- Buzen Gō in Tōken ranbu
- MU-kun in The Caligula Effect
- WIndflit in Arknights
- Hori in Loop8: Summer of Gods
- Hector in Romancing SaGa 2: Revenge of the Seven
- Zero in Grand Chase